# Odenat
Septimi Odenat (llatí: Septimius Odaenathus; grec antic: Ὀδαίναθος, Odènathos, /oˈðɛnaθos/; arameu palmirià: , Dynt /'Odainat; àrab: أذينة, Uḏayna) va ser el marit de la famosa reina Zenòbia, i rei de Palmira dels anys 252 al 267.
Segons Procopi, era un príncep àrab cap de tribu que vivia a la riba de l'Eufrates. Trebel·li Pol·lió l'inclou a la llista dels Trenta Tirans que relaciona a la Història Augusta, però segurament pot ser considerat més com un salvador que com un destructor de l'Imperi Romà. Quan es va assabentar de la captura de Valerià I pel rei persa Sapor, i la dispersió del seu exèrcit, Odenat va reunir una força amb la qual es va dirigir amb valentia contra el rei persa, al que va expulsar de Síria, va ocupar part de Mesopotàmia, i va capturar l'harem del rei al qual va empaitar fins a les mateixes muralles de Ctesifont l'any 262.
En agraïment Gal·liè el va nomenar governador de Síria i Mesopotàmia i el va associar a l'Imperi amb el títol d'august d'Orient (263). L'any 264 Odenat va ocupar Nísibis i Carres i el 265 va conquerir part d'Armènia i Capadòcia que estaven en mans dels perses. Després va combatre contra Quiet, fill de Macrià, al que va aconseguir fer recular i va matar a la ciutat d'Emesa l'any 266.
Va morir l'any 267 assassinat pel seu cosí o nebot Meoni, potser amb coneixement de la seva muller Zenòbia, i el va succeir el seu fill Vabalat sota regència de Zenòbia.
Anteriorment havia governat Palmira un altre príncep local de nom Odenat, per la qual cosa aquest Odenat era de fet Odenat II.